# سوتو ماکیکومی
سوتو ماکیکومی (به ژاپنی: 外巻込)-(به انگلیسی: Soto makikomi) یکی از فنون و تکنیک‌های دستهٔ ناگه-وازا رشتهٔ ورزشی جودو است که در زیردستهٔ سوتمی-وازا دسته‌بندی می‌شود.